# ⁱ̈
Cette page contient des caractères spéciaux ou non latins. S’ils s’affichent mal (▯, ?, etc.), consultez la page d’aide Unicode.
ⁱ̈, appelée ï en exposant, ï supérieur ou lettre modificative i tréma, est un graphème utilisé dans certaines transcriptions phonétiques. Il est formé de la lettre ï mise en exposant.

## Utilisation
Le ï en exposant est utilisé dans certaines transcriptions phonétiques, notamment celle utilisée le manuel de phonétique articulatoire de Rick Floyd publiée en 1981, pour indiquer que la consonne que le précède est vélarisée, par exemple [tⁱ̈],. 
Dans l’alphabet phonétique international, la vélarisation est plutôt indiquée à l’aide du gamma en exposant, par exemple [tˠ].

## Représentations informatiques
La lettre modificative i tréma peut être représenté avec les caractères Unicode suivants (Exposants et indices, Diacritiques) :
| formes       | représentations | chaînes de caractères | points de code | descriptions                                      | note                            |
| ------------ | --------------- | --------------------- | -------------- | ------------------------------------------------- | ------------------------------- |
| modificative | ⁱ̈               | ⁱ◌̈                    | U+2071 U+0308  | lettre modificative minuscule i diacritique tréma | codé pour le symbole phonétique |